# سفارة النرويج في الولايات المتحدة
سفارة النرويج في الولايات المتحدة هي أرفع تمثيل دبلوماسي لدولة النرويج لدى الولايات المتحدة. تقع السفارة في شمال غربي واشنطن العاصمة وهي تهدف لتعزيز المصالح النرويجية في الولايات المتحدة.

## وصلات خارجية
- الموقع الرسمي
- قائمة سفارات النرويج
- قائمة السفارات في الولايات المتحدة